# Samuel Alexander Kinnier Wilson
Samuel Alexander Kinnier Wilson (6. prosinca 1878. – 12. svibnja 1937.) bio je britanski neurolog koji je prvi opisao i po kome je nazvana Wilsonova bolest.
Medicinu je završio na Sveučilištu u Edinburghu. Na početku karijere radio je u Pariz gdje je surađivao s Joseph Babinskijem, da bi se 1905. preselio u London. U svojoj nagrađenoj dizertaciji objavljenoj 1912. opisao je hepatolentikularnu degeneraciju, koja je kasnije njemu u čast nazvana Wilsonova bolest. Wilson je kasnije postao profesor kliničke neurologije, te objavio još značajnih znanstvenih radova iz područja neurologije.